# José Simeão de Oliveira
O Marechal José Simeão de Oliveira (Rio Grande, 26 de setembro de 1838 – Nova Iorque, 20 de junho de 1893) foi um militar, engenheiro, veterano da Guerra do Paraguai, líder republicano, político, governador, senador, constituinte, Ministro da Guerra e estadista brasileiro.

## Vida militar
Ingressou na vida militar em 1855 no 1º. Regimento de Artilharia a Cavalo sob o comando do então Major Emílio Luiz Mallet, futuro patrono da artilharia. Essa unidade do Exército foi a primeira de artilharia de campanha do país e havia sido instalada originalmente em sua cidade natal, no ano de 1831 (atualmente denominado 3º Grupo de Artilharia de Campanha Autopropulsado – 3º G A C Ap ou, popularmente, Regimento Mallet – está sediado em Santa Maria-RS).
No posto de Alferes atuou na guerra contra Aguirre, a Guerra do Uruguai, conflito ocorrido em 1864 e 1865, entre o Brasil e o Uruguai, na função de encarregado do registro histórico das operações.
Chegou a 2º Cadete em 1857, 2º Tenente e a 1º Tenente em 1862, Capitão em 1867 e assim sucessivamente até alcançar, na ativa, ao último posto da carreira, promovido a Marechal Graduado em 1892 e a ocupar o mais alto cargo das Forças Armadas da República, nomeado Ministro da Guerra.
Foi aluno da Escola Militar da Província do Rio Grande do Sul, de Porto Alegre, sendo posteriormente Comandante dessa mesma Escola Militar de 1880 a 1886 (atual Colégio Militar de Porto Alegre - CMPA). A Escola Militar, na época, funcionava na Chácara da Baronesa (de Gravataí), local hoje ocupado por uma unidade da Brigada Militar do Rio Grande do Sul e mais tarde foi transferida para o Casarão da Várzea.
Lutou na Guerra do Paraguai, a guerra da Tríplice Aliança contra o Paraguai que perdurou de 1865 a 1870, o segundo conflito mais sangrento da história das Américas. Atuou na batalha de Cerro Corá, a última ao final da Campanha da Cordilheira. Com a patente de major, participou ativamente do episódio da morte do presidente paraguaio Francisco Solano Lopez, em 1 de março de 1870, integrando a tropa do General José Antônio Correia da Câmara, e trouxe do Paraguai a espada de Lopez a qual foi por ele entregue nas mãos do Imperador Dom Pedro II, em 1870.

## Engenheiro
Simeão foi aluno da Escola Militar da Praia Vermelha, no Rio de Janeiro (atual Instituto Militar de Engenharia - IME), que na época era a única escola de engenharia no país. Graduou-se bacharel em Ciências Físicas e Matemáticas e formou-se Engenheiro. Foi, então, Comandante da 3ª Cia. do Batalhão de Engenheiros e membro da Comissão de Engenheiros do 1º Corpo de Exército.
Esteve em trabalhos de exploração e construção da Estrada de Ferro D. Pedro II, a primeira do Brasil, em 1873. Foi ajudante interino do Forte Tamandaré da Laje, na entrada na da Baía de Guanabara, no Rio de Janeiro. Atuou como assistente do Deputado Ajudante General junto ao Comando da 2ª Divisão da Cavalaria. Foi Comandante da Fábrica de Pólvora da Estrela em Magé-RJ e comandante da Escola de Tiro de Campo Grande, no Rio de Janeiro.
Com a patente de coronel foi fundador e primeiro secretário do Clube Militar em 1887, juntamente com o Marechal Manoel Deodoro da Fonseca, o Almirante Custódio José de Melo e outros militares. O Clube Militar, sediado no Rio de Janeiro, teve uma importante participação na Proclamação da República.

## Política

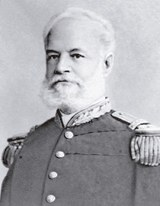
José Simeão de Oliveira- Ministro do Superior Tribunal Militar - 1890

Simeão foi um líder republicano tendo destaque no movimento que culminou com a Proclamação da República e no período inicial de consolidação da Republica dos Estados Unidos do Brasil[carece de fontes?].
Imediatamente após a Proclamação da República o general José Simeão e o tenente-coronel João Nepomuceno de Medeiros Mallet foram enviados, pelos membros do Governo Provisório, no meio da madrugada ao encontro de D. Pedro II e da família imperial para acordá-los com a missão de convencê-los a embarcar imediatamente a caminho do exílio na Europa. Exigiram que a família imperial embarcasse no meio da noite, o que provocou protestos de Dom Pedro II, que pretendia assistir à missa pela manhã antes de partir: "Não sou negro fugido. Não embarco a essa hora!", mas de nada adiantou. O Major Sólon Ribeiro evacuou o Paço Imperial que estava cheio de populares e a família imperial foi obrigada a embarcar em plena madrugada.
Simeão foi militar muito ativo na política da Primeira República Brasileira, a República Velha posterior à Proclamação de 15 de novembro de 1889, sendo um dos primeiros oposicionistas em ação já na primeira eleição da República.
Foi na casa do general José Simeão de Oliveira que, em 1890, se reuniram o marechal Floriano Peixoto, o almirante Custódio de Mello, o republicano paulista Campos Salles e, lá, definiram uma chapa de oposição ao marechal Deodoro, na futura eleição presidencial. Os candidatos seriam: Prudente de Moraes para presidente e Floriano Peixoto para vice. Mas Floriano sairia candidato à presidência por outra chapa, sendo que não conseguiu se eleger presidente, mas, com 153 votos contra 57, chegou à vice-Presidência, derrotando o vice-almirante Eduardo Wandenkolk, o candidato de Deodoro (os cargos da presidência e vice-presidência eram, separadamente, definidos pelas urnas). Floriano Peixoto foi primeiro vice-presidente do Brasil (como vice de Deodoro da Fonseca) e o segundo presidente do Brasil, após a renúncia de Deodoro que governou por apenas nove meses. Presidiu de 23 de novembro de 1891 a 15 de novembro de 1894.

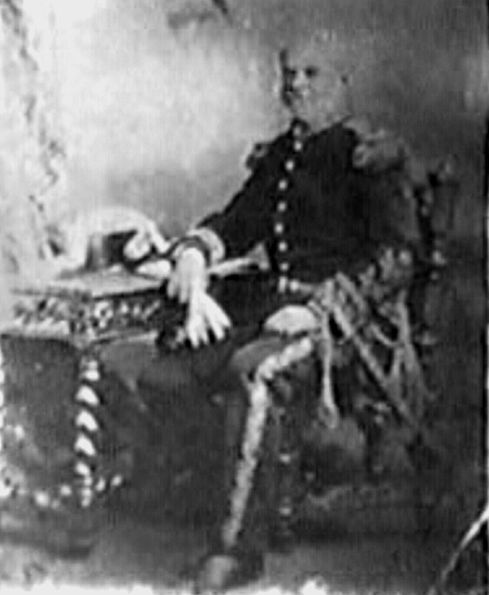
Marechal José Simeão de Oliveira

Fundador da Sociedade Cooperativa Militar, em 10/11/1890, juntamente com o contra-almirante Custodio José de Mello e outros militares.
Foi Deputado Federal.
O Marechal-de-Campo José Simeão de Oliveira foi o primeiro governador (presidente era a denominação da época) eleito de Pernambuco. Governou de 12 de dezembro de 1889 a 25 de abril de 1890.
Foi Senador de Pernambuco em 1890 a 1891 e constituinte. Em 15 de novembro de 1890 instalou-se, no antigo Paço da Boa Vista, a Assembleia Constituinte da República tendo por presidente Prudente de Morais e forte influência de Ruy Barbosa.  O senador Simeão elaborou e foi signatário da Primeira Constituição da República dos Estados Unidos do Brasil de 24/02/1891, a qual instituiu: o fim do regime monárquico e o início do sistema de governo presidencialista; o Poder Executivo chefiado pelo presidente da República;  Poder Legislativo formado pelo Senado e pela Câmara dos Deputados; o mandato eletivo de quatro anos; a impossibilidade de reeleição; o fim do cargo vitalício para os senadores; e o voto aberto, direto e restrito a homens alfabetizados maiores de 21 anos. O catolicismo deixou de ser a religião oficial do Brasil. As províncias passaram a ser estados da Federação, cada qual com seu presidente eleito pelo voto direto. O primeiro presidente da República brasileira, Deodoro da Fonseca, é eleito pela Assembleia Constituinte; seu vice é Floriano Peixoto.
Foi Presidente da Comissão brasileira para a World's Columbian Exposition (Exposição Universal de Chicago) de 1893, comemorativa dos 400 anos de Descobrimento das Américas por Cristóvão Colombo e nessa atividade nos Estados Unidos, devido a constantes imprevistos e atrasos das obras e instalações da sede brasileira, aborreceu-se muito e faleceu no Hotel Savoy, ao chegar já adoentado de Chicago, buscando por socorro médico.

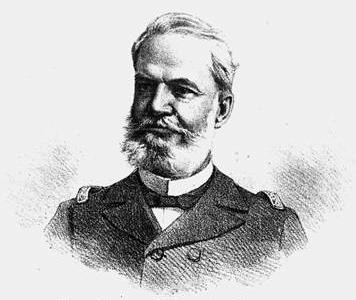
General José Simeão de Oliveira, Ministro da Guerra.

Casado com Marietta de Souza Oliveira criou como filha adotiva sua sobrinha Marietinha (Marietta Monteiro), filha de sua irmã Josefina (Josephina De Oliveira Monteiro e Eptacio José Monteiro Sobrinho). Sepultado no Cemitério do Catumbi, Rio de Janeiro.
O Marechal Simeão, apesar de pouco conhecido fora do âmbito da atividade militar, foi homenageado e é nome de ruas no Rio de Janeiro (R. Mal. Simeão - Realengo, Rio de Janeiro - RJ, 21735-270) e em Porto Alegre (R. Mal. Simeão - Passo da Areia, Porto Alegre - RS, 90520-290).
Foi nomeado presidente de Pernambuco, exercendo o cargo de 12 de dezembro de 1889 a 25 de abril de 1890.
Foi Ministro da Guerra de 23 de novembro de 1891 a 2 de fevereiro de 1892, durante o governo Floriano Peixoto. Para Ministro da Marinha foi escolhido o contra-almirante Custódio José de Mello, sendo que ambos, Simeão e Custódio, haviam liderado a conspiração contra Deodoro.
Foi, ainda, Ministro do Superior Tribunal Militar (STM), a mais alta corte militar (antigamente denominado Conselho Supremo Militar de Justiça) de 28 de junho de 1890 até seu falecimento em 20 de junho de 1893.